# The Girls and Daddy
The Girls and Daddy er en amerikansk stumfilm fra 1909 af D. W. Griffith.

## Medvirkende
- David Miles som Dr. Payson
- Florence Lawrence
- Dorothy West
- Florence Barker
- Dorothy Bernard